# Coniopteryx jorgei
Coniopteryx jorgei är en insektsart som beskrevs av Meinander in Meinander och Penny 1982. Coniopteryx jorgei ingår i släktet Coniopteryx och familjen vaxsländor. Inga underarter finns listade i Catalogue of Life.